# カナダにおける柔道
カナダにおける柔道（カナダにおけるじゅうどう）は、一世紀近くの歴史を持つ。カナダ初の柔道道場である「体育道場」は、1924年にシゲタカ“スティーブ”ササキ（佐々木繁孝）によってバンクーバーに設立された。ササキと彼の門下生達は、ブリティッシュ・コロンビア州に複数の支部を開いたが、第二次世界大戦中、日系カナダ人が日本の援助にまわりカナダに背くことを恐れたカナダ政府により、1940年に全ての道場が閉鎖され、道場関係者は収容所行きとなった。戦後になると、カナダ政府は戦争捕虜の移住を奨励し、多くのササキの門下生が自らの道場をカナダ全土に設立した。
1956年、カナダ講道館黒帯協会（The Canadian Kodokan Black Belt Association）が組織され、1958年に国際柔道連盟に承認された。現在ではジュードー・カナダ（Judo Canada）として知られ、10州3準州各地における柔道協会を統率する競技統括団体である。今日ではカナダ国内の約400のクラブにおいて約3万人のカナダ人が柔道の稽古をしている。

## 国際大会
1964年の夏季オリンピックより柔道が種目に追加されてから、カナダ代表選手が獲得したオリンピックメダル数は5つである。1964年、ダグ・ロジャースが80kg超級にて銀メダルを獲得。1984年、マーク・バージャーが95kg超級にて銅メダルを獲得。ニコラス・ギルは1992年に86kg級で銅メダル、2000年に100kg級にて銀メダルを獲得。そして2012年には、81kg以下級にてアントワーヌ・ヴァロア＝フォルティエが銅メダルを獲得した。サンドラ・グレーブスは1988年にカナダ代表女性柔道家として初のオリンピック出場を果たした。柔道カナダ代表チームは、モントリオールに所在するナショナルトレーニングセンターにおいて、ギルの指導の下トレーニングを積んでいる。
世界柔道選手権大会においては、カナダ代表選手はこれまでに6つのメダルを獲得している。1965年、ロジャースが80kg超級にて銅メダルを獲得。1981年にはフィル・タカハシが60kg以下級にて銅メダルを、ケビン・ドハティが78kg以下級にて銅メダルを獲得。ギルは、86kg級にて1993年に銀メダル、1995年に銅メダル、また1999年に100kg級にて銅メダルを獲得した。
しかしながら、カナダが国際大会で最良の成績を収めているのは、パンアメリカン柔道選手権大会においてであり、1967年から現在に至るまでに金メダルを含む計76個のメダルを獲得している。

### 視覚障碍者柔道
カナダは、国際視覚障害者スポーツ連盟（International Blind Sports Association）が運営する視覚障碍者のための国際柔道大会の出場選手も輩出している。1988年のパラリンピックでは、エディ・モーテンが71kg級にて銅メダルを獲得。同大会において、彼の兄のピエール・モーテンは、1988年に65kg級、1992年に71kg級、2000年に73kg以下級にて、それぞれ銅メダルを獲得している。ウィリアム・モーガンは2006年のIBSA世界選手権大会（International Blind Sports World Championships）にて銅メダルを獲得、また2004年と2008年のパラリンピックでは唯一のカナダ代表選手として出場し、2004年に5位、2008年に7位という結果を残している。2012年のパラリンピックには、ジャスティン・カーン、ティム・リーズ、トニー・ウォルビーがカナダ代表選手として出場予定である。ブラントフォード・ジュードー・クラブ（Brantford Judo Club）のヘッドインストラクターであるトム・トンプソンは、過去3回のパラリンピックで柔道カナダ代表チームを指導している。

## 社会奉仕
これまでに3人の柔道家が、柔道を通じて社会に多大なる貢献をしたとして、民間人に与えられる第二位の功労賞である、カナダ勲章のメンバーシップを授与されている。オンタリオ州ベルビル出身のジェイムズ・ドリスコル（1978年受章）、ブリティッシュ・コロンビア州リッチモンド出身のユズル・コジマ（1983年受章）、アルバータ州レスブリッジ出身のヨシオ・センダ（2007年受章）の3名である。
これまでに4人の柔道家がカナダ・オリンピックの殿堂（Canadian Olympic Hall of Fame）入りを果たしている。選手としてダグ・ロジャース（1973年殿堂入り）、そして「功労者」（審判員、理事、ボランティア）としてフランク・ハタシタ（1974年殿堂入り）、ヨシオ・センダ（1977年殿堂入り）、シゲタカ・ササキ（佐々木繁孝／1986年殿堂入り）の計4名である。
また、これまでに2人のカナダ人が、長年のカナダにおける柔道の普及・発展活動により日系カナダ人の社会的地位向上に貢献したとして、天皇より瑞宝小綬章を授与されている。マサオ・タカハシ（2002年受章）とユズル・コジマ（2011年受章）の2名である。

## 大衆文化

### テレビ・映画
1956年、CBCの情報番組「タブロイド」において「敵から友へ：カナダにおける日本文化」（From foe to friend: Japanese Culture in Canada）というエピソードが放送された。このエピソードでは、日本文化の様々な要素が紹介されており、フランク・ハタシタと彼の娘であるパツィ・ユリコ・ハタシタによる柔道の演習も含まれている。このエピソード全篇の動画は下記の外部リンクより視聴可能。
ダグ・ロジャースが東京オリンピックで銀メダルを獲得したのち、彼をテーマにした短編ドキュメンタリー「柔道家（Judoka）」（1965年）がナショナル・フィルム・ボード・オブ・カナダによって製作された。このドキュメンタリーでは、マサヒコ・キムラ（木村政彦／史上最高の柔道家として広く知られる。また、柔道以外の分野では、ブラジリアン柔術の創始者であるエリオ・グレイシーとの対戦に勝利したことが最もよく知られている。）の指導のもと行われる、ロジャースの厳しい鍛錬の様子や、ロジャースの日本での生活の一部を垣間見ることができる。

### 著名人
最も有名なカナダの柔道家の一人は、ピエール・エリオット・トルドー元首相である。1950年代中頃、30歳代中頃で柔道を始めたトルドーは、50年代の終わりまでには一級（茶帯）を取得していた。のちに首相として訪問した日本において、初段（黒帯初段）への昇段が講道館に認められた。また首相退任前には、オタワにおいて二段（黒帯二段）への昇段がマサオ・タカハシによって認められた。1984年の退任発表前、息子達と柔道の稽古に赴いたトルドーは、その夜、有名な「雪の中の散歩」を行った。

## 補足資料
- Leyshon, Glynn A.著（1998年）. Judoka: the history of Judo in Canada. オンタリオ州グロスター：Judo Canada発行。 ISBN 1894165004. （英語） Judo Canada発行の正式な歴史書。
- Svinth, Joseph R.著（2003年）. Getting a Grip: Judo in the Nikkei Communities of the Pacific Northwest, 1900-1950. Electronic Journals of Martial Arts and Sciences発行。 ISBN 0-9689673-0-2. （英語） ブリティッシュ・コロンビア州における柔道についての章が含まれている。

### 動画
- 2012年オリンピック81kg以下級銅メダル決定戦：アントワーヌ・ヴァロア＝フォルティエ対トラヴィス・スティーブンス （英語）（YouTube動画、IOCにより公開）
- ウィリアム・モーガンによるパラリンピック柔道解説動画 （英語）（YouTube動画、ParalympicSport.TVにより公開）
- 1976年オリンピックに向けトレーニングを積む柔道カナダ代表チーム、パート２ （英語）（YouTube動画、Rainer Fischerにより公開）
- 敵から友へ：カナダにおける日本文化（From foe to friend: Japanese culture in Canada） （英語） 20分41秒より柔道演習開始。（CBC Digital Archives）
- 1955年にオタワ柔道クラブにて行われたインタビューと演習 （フランス語） インタビュー記者はRené Lévesque。（Les Archives de Radio-Canada）
- 1957年に行われた女性と柔道についてのインタビュー （フランス語）（Les Archives de Radio-Canada）